# فاكوندو كاليجو
فاكوندو كاليجو (بالإسبانية: Facundo Callejo) هو لاعب كرة قدم أرجنتيني في مركز الهجوم، ولد في 2 يوليو 1992 في تانديل في الأرجنتين. لعب مع أتلتيكو باتروناتو وخميناسيا خوخوي ونادي أتليتيكو كولون.

## وصلات خارجية
- فاكوندو كاليجو على موقع قاعدة بيانات كرة القدم.إي يو (الإنجليزية)
- فاكوندو كاليجو على موقع Soccerway.com (الإنجليزية)